# Serdis
Serdis là một chi bướm ngày thuộc họ Bướm nâu.
One representative is Serdis fractifascia được tìm thấy ở tropical forests of Colombia.